# Tanja Čartrand
Tanja Čartrend je profesor marketinga, psihologije i neuronauke  na Univerzitetu Djuk. Njena istraživanja fokusiraju se na nesvesne procese koji utiču na emocije, kogniciju i ponašanje. Njeni naučni članci objavljeni su u brojnim časopisima o psihologiji i ponašanju potrošača, uključujući: „Američki psiholog”, „Psihološka nauka”, časopisima eksperimentalne psihologije: „General”, „Časopis ličnosti i socijalne psihologije”, „Napredak u eksperimentalnoj socijalnoj psihologiji”, „Časopis potrošačkih istraživanja” i „Časopis potrošačke psihologije”. Ona je u redakciji časopisa potrošačkih istraživanja, potrošačke psihologije, biltena (izveštaja) ličnosti i socijalne psihologije i društvene kognicije. Tanja predsedava konferencijom severnoameričke Asocijacije za potrošačka istraživanja 2011. godine i ona je ko-urednica specijalnog broja časopisa „Consumer Psychology” o nesvesnim procesima koji se pojavio 2011. godine. Takođe, nalazi se u Izvršnom komitetu Društva eksperimentalne socijalne psihologije, predsedavajući je za nagrade za disertaciju, nagradu za karijeru i članske komisije. Doktorirala je na Njujorškom univerzitetu u oblasti socijalne psihologije 1999. godine, a bila je na fakultetu za psihologiju na Državnom univerzitetu u Ohaju pre nego što se pridružila Univerzitetu Djuk. Tanja predaje tržišnu inteligenciju, potrošačko ponašanje za MBA (Master of Business Administration), socijalnu kogniciju, automatizaciju doktora doktorskih studija i psihologiju potrošača za redovne studente na Djuk univerzitetu.
Ima oko 70 novinarskih članaka od kojih su najbitniji:	
- Bargh, J. A., & Chartrand, T. L. (Oktobar, 1998). Efekat kameleona: Percepcija - odnos ponašanja u dijadičnoj interakciji.
- Chartrand, T. L. (Jun, 2001). Posledice uspeha i neuspeha u nesvesnim ciljevima.
- Chartrand, T. L. (Decembar, 1998). Posledice automatske procene raspoloženja i depresije.[1]